# Cratere Cluny
Cluny  è un cratere sulla superficie di Marte.